# مركز تهامة بللسمر وبللحمر
تهامة بللسمر وبللحمر : أحد مركز محافظة محايل، تقع في شمال شرق محايل على مسافة 22 كيلاً. بها من الدوائر الحكومية: فرع زراعي، محكمة، مركز هيئة، شرطة، مكتب بريد. ويقطنها 11367 نسمة.
يحد المركز شمالاً محافظة بارق، شرقاً مركز بللسمر ، ومن الغرب والجنوب مدينة محايل.